# Persea brevipetiolata
Persea brevipetiolata är en lagerväxtart som beskrevs av Van der Werff. Persea brevipetiolata ingår i släktet avokador, och familjen lagerväxter. Inga underarter finns listade i Catalogue of Life.